# A431細胞
A431  (亦稱ATCC CRL-1555) 是經常在生物醫學研究中作為模型的人類鱗狀細胞癌細胞系，A431細胞最初是從一個85歲女性鱗狀細胞癌患者中分離出來的。 A431細胞的表皮生長因子（EGF）刺激，可以誘導細胞內信號蛋白的酪氨酸快速磷酸化，從而控制生長、增殖和凋亡等細胞過程。 在低濃度的情況下，EGF促進A431細胞的細胞生長，而在較高濃度的情況下，EGF通過使細胞終末分化來抑制生長。假如用緩激肽處理A431細胞，可以減少原本的和EGF誘導的表皮生長因子受體磷酸化。塞爾托利氏細胞分泌的生長因子可強烈誘導細胞增殖，而佛波酯則透過刺激A431細胞，誘導白介素1η重組蛋白的表達。由於A431細胞表達異常高水平的表皮生長因子受體，因此被用於細胞週期和癌症相關細胞信號通路的研究。它們通常用作EGFR表達的陽性對照。 它們不表達腫瘤抑制基因p53，並且對絲裂原的刺激高度敏感。在異種移植物中，A431細胞會顯示出EGF的抗腫瘤特性和相關的放射致敏特性。有研究發現，EGF會引起DNA複製和大量降低蛋白質的合成。

## 外部連結
- Cellosaurus entry for A431（页面存档备份，存于）